# ويليام فوستر (سياسي)
ويليام فوستر (بالإنجليزية: William Foster)‏ هو سياسي أسترالي، ولد في 29 أغسطس 1865، وتوفي في 21 يوليو 1936. انتخب عضو الجمعية التشريعية نيو ساوث ويلز عن دائرة Electoral district of Vaucluse ‏ (8 أكتوبر 1927 – 21 يوليو 1936).